# 岸和田藩

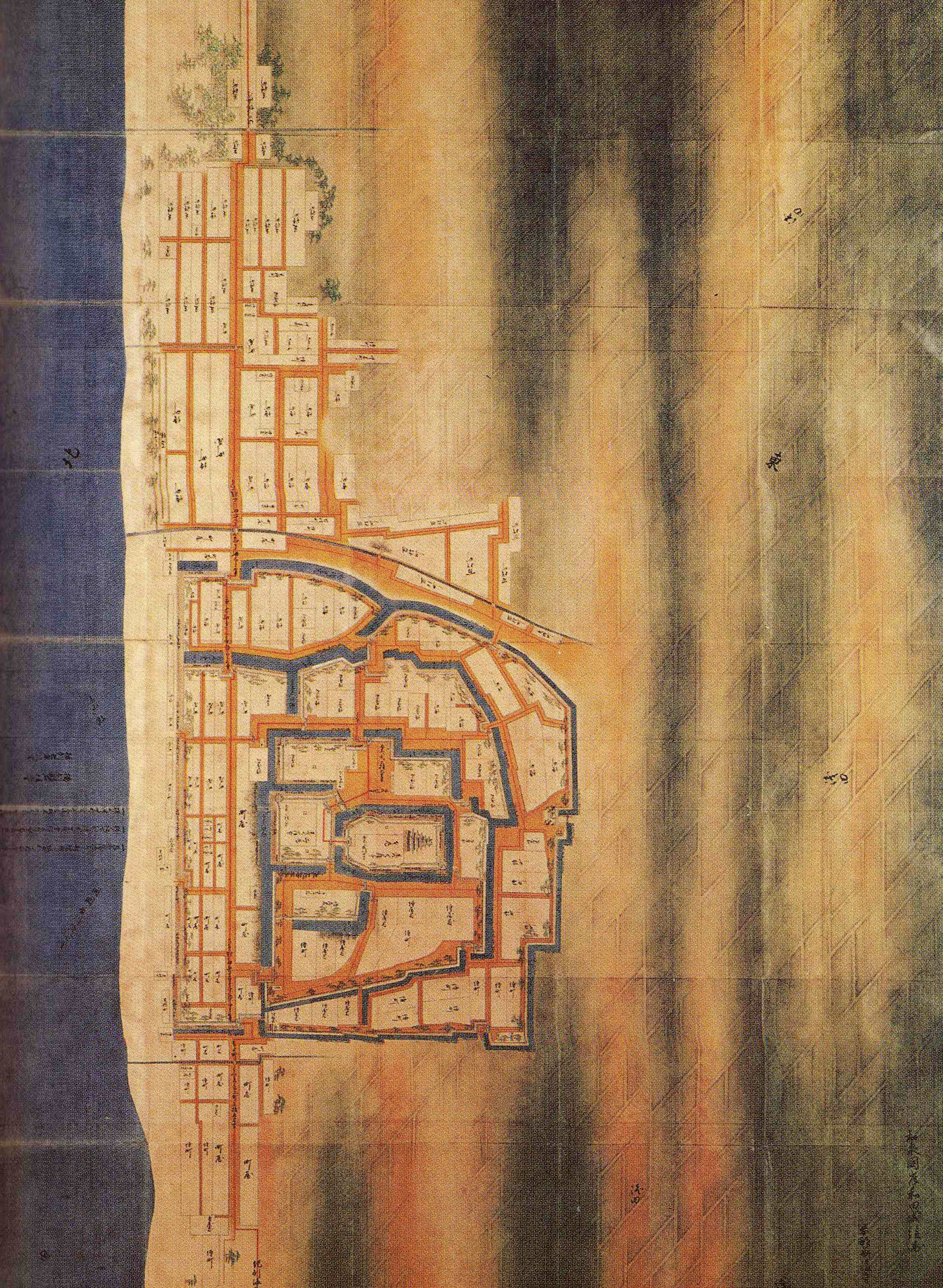
和泉国岸和田城絵図/国立公文書館内閣文庫所蔵

岸和田藩（きしわだはん）は、かつて和泉国南郡・日根郡などを領有した藩。藩庁は南郡岸和田（現在の大阪府岸和田市）の岸和田城。

## 略史

### 小出家時代
岸和田藩は天正13年（1585年）、豊臣秀吉の母方の叔父・小出秀政が岸和田城主に封ぜられたことに始まる。（この時領域は岸和田・麻生郷のみ）入封当初、秀政は4千石を与えられていたにすぎなかったが、文禄3年（1594年）に1万石、翌文禄4年（1595年）には3万石を領するに至った。
慶長5年（1600年）の関ヶ原の戦いにおいて秀政と長男吉政は西軍方につき、敗軍の将となった。しかし、次男の秀家が東軍についていたため改易を逃れた。慶長18年（1613年）、3代吉英は5万石に加増されている。元和5年（1619年）、吉英は但馬国出石藩に転封となった。

### 松井松平家時代
代わって、丹波国篠山藩より松平康重（松井松平家）が5万石で入封し、以後の岸和田は譜代大名の藩地となった。当地は肥沃で、また耕作法の進歩により実収が表高より多く、幕府に願い出て表高は寛永8年（1631年）に6万石に高直しされたが、新たな知行地を得たものではなく、表高のみの増高のため、大名としての格式は高くなったが、領民にとっては実質的な増税となった。また、康重は城下町の整備を行った。
2代康映は寛永17年（1640年）に家督を継いだ際、甥の康明に5千石、弟の康命と康紀に3千石・2千石をそれぞれ分知した。しかし、康映は藩主となったその年に播磨国山崎藩に転出した。

### 岡部家時代
松平康映の妻の父である岡部宣勝が摂津国高槻藩より6万石で入封し、以後は明治維新まで岡部氏の所領となった。宣勝の入封当初、松平氏の代に高直しとなったことに不満を持っていた南郡・日根郡の領民が強訴（寛永の強訴）を行った。これに対し、領民と対話して3千石を領民に分配し、一揆を未然に防いだ。また、岸和田城の改修、寺社の建立や復興を行い、名君と賞賛されている。
2代行隆は寛文元年（1661年）、襲封と同時に弟の高成に5千石、豊明に2千石を分知し、以後の表高は5万3千石となった。
3代長泰は元禄16年（1703年）、京都の伏見稲荷大社を岸和田城三の丸に勧請し、五穀豊穣を祈願する稲荷祭を行った。これが全国的に有名な「岸和田だんじり祭」の起源と言われている。
4代長敬は享保7年（1722年）に「享保備定」と呼ばれる藩の軍制の整備を行い、格式・知行高に基づく陣法を制定した。以後、これが岸和田藩の軍制の基準となった。
サトウキビ栽培と製糖業や木綿の栽培と綿布生産などを特産とし、比較的余裕のあった藩財政は、延宝3年（1675年）の飢饉や、宝永4年（1707年）の地震等により18世紀半ばになると窮乏するに至った。その後、歴代藩主は財政再建のため様々な藩政改革を行ったが、目立った効果もなく幕末に至った。
天保8年（1837年）には大塩平八郎の乱が起こり、岸和田藩は大坂城の守備に当たった。
11代長発は嘉永5年（1852年）に藩校「講習館」を開いた。次の藩主長寛は慶応2年（1866年）に藩校を増築し「修武館」と改称した。また、幕末の動乱の中で藩論は勤王・佐幕両派に分かれたが、慶応4年（1868年）に始まった戊辰戦争には新政府軍として参戦した。
明治元年（1868年）の藩領村数は南郡52・日根郡43。
明治4年（1871年）、廃藩置県により岸和田県となる。その後、堺県を経て大阪府に編入された。
明治11年（1878年）、元の藩主長職の依頼で新島襄がキリスト教布教に訪れる。
なお、最後の藩主である長職は、廃藩置県以後は明治政府の要職に就き、外務次官・東京府知事・第2次桂内閣の司法大臣などを歴任した。
岡部家は明治2年（1869年）に華族に列し、明治17年（1884年）に子爵となった。

## 歴代藩主
| 藩主                                                              | 藩主 | 受領名・官名     | 藩主在職年月日                                         | 備考                |
| ----------------------------------------------------------------- | ---- | ---------------- | ------------------------------------------------------ | ------------------- |
| 小出家：外様：30000石→50000石 （1600年 - 1619年）                 |      |                  |                                                        |                     |
| 1                                                                 | 秀政 | 播磨守           | 天正13年（1585年）7月 - 慶長9年（1604年）3月22日       |                     |
| 2                                                                 | 吉政 | 大和守           | 慶長9年（1604年）3月22日 - 慶長18年（1613年）2月29日   |                     |
| 3                                                                 | 吉英 | 大和守・右京太夫 | 慶長18年（1613年）3月 - 元和5年（1619年）年8月23日     | 加増により50000石   |
|                                                                   |      |                  |                                                        |                     |
| 松平〔松井〕家：譜代：50000石→60000石→50000石 （1619年 - 1640年） |      |                  |                                                        |                     |
| 1                                                                 | 康重 | 周坊守           | 元和5年（1619年）年8月23日 - 寛永17年（1640年）6月27日 | 高直しにより60000石 |
| 2                                                                 | 康映 | 淡路守・周坊守   | 寛永17年（1640年）8月23日 - 寛永17年（1640年）9月11日  | 分知により50000石   |
|                                                                   |      |                  |                                                        |                     |
| 岡部家：譜代：60000石→53000石 （1640年 - 1871年）                 |      |                  |                                                        |                     |
| 1                                                                 | 宣勝 | 美濃守           | 寛永17年（1640年）9月11日 - 寛文元年（1661年）10月27日 |                     |
| 2                                                                 | 行隆 | 内膳正           | 寛文元年（1624年）10月27日 - 貞享3年（1686年）8月25日  | 分知により53000石   |
| 3                                                                 | 長泰 | 備後守・美濃守   | 貞亨3年（1686年）8月25日 - 享保6年（1721年）9月22日    |                     |
| 4                                                                 | 長敬 | 内膳守           | 享保6年（1721年）9月22日 - 享保9年（1724年）7月25年    |                     |
| 5                                                                 | 長著 | 美濃守           | 享保9年（1724年）7月25年 - 宝暦6年（1756年）5月10日    |                     |
| 6                                                                 | 長住 | 内膳守           | 宝暦6年（1756年）5月10日 - 安永元年（1772年）4月23日   |                     |
| 7                                                                 | 長修 | 美濃守・駿河守   | 安永元年（1772年）4月23日 - 安永5年（1776年）8月18日   |                     |
| 8                                                                 | 長備 | 美濃守           | 安永5年（1776年）8月18日 - 享和3年（1803年）11月20日   |                     |
| 9                                                                 | 長慎 | 美濃守           | 享和3年（1803年）11月20日 - 天保4年（1833年）11月24日  |                     |
| 10                                                                | 長和 | 内膳守           | 天保4年（1833年）11月24日 - 嘉永3年（1850年）9月24日   |                     |
| 11                                                                | 長発 | 美濃守           | 嘉永3年（1850年）9月24日 - 安政2年（1855年）2月14日    |                     |
| 12                                                                | 長寛 | 筑前守           | 安政2年（1855年）2月25日 - 明治元年（1868年）12月28日  |                     |
| 13                                                                | 長職 | 美濃守           | 明治元年（1868年）12月28日 - 明治4年（1871年）7月14日  |                     |

## 幕末の領地
- 和泉国
  - 大鳥郡のうち - 3村
  - 和泉郡のうち - 2村
  - 南郡のうち - 55村
  - 日根郡のうち - 40村

上記のほか、大鳥郡1村、和泉郡1村、南郡4村、日根郡5村の幕府領を預かり、大鳥郡1村が堺県に、残部が本藩に編入された。